# Маскуеррас
Маскуеррас (ісп. Mazcuerras) — муніципалітет в Іспанії, у складі автономної спільноти Кантабрія. Населення — 2087 осіб (2009).
Муніципалітет розташований на відстані близько 320 км на північ від Мадрида, 36 км на південний захід від Сантандера.
На території муніципалітету розташовані такі населені пункти: Кос, Еррера-де-Ібіо, Ібіо, Маскуеррас (адміністративний центр), Ріаньйо-де-Ібіо, Сьєрра-де-Ібіо, Вільянуева-де-ла-Пенья.

## Демографія
Динаміка населення (INE ):

## Галерея зображень

Розташування муніципалітету